# イトラリ
イトラリ（ロシア語: Итлар、? - 1095年）は、ポロヴェツ族のハンである。
1095年、イトラリはポロヴェツのハン・キタンと共に、キエフ大公ウラジーミル・モノマフと和平条約を結んだ。その際、当時の習慣に従って、モノマフの子のスヴャトスラフを人質として受け取った、一方、モノマフの配下のラチボル(ru)とその子のオリベグらは、ポロヴェツ族を殺すようモノマフを説得した。モノマフは和平の誓いを破ることを躊躇したが、ラジボルらは、ポロヴェツ族こそ頻繁に約束を破るため、イトラリとキタンは条約違反を画策するはずだ、と説いた。また、公に罪はなく、ポロヴェツ族によって全てのルーシの地を失い、キリスト教徒の血が流されるという狡猾な行為の前に、彼らの殺害を実行すべきである、という主旨の提言をなした。
結局、和平条約を信の置けるものとみなしたポロヴェツ族の失策を利用され、ルーシとトルク族の部隊の夜襲によってキタンは殺害された。イトラリは、ペレヤスラヴリに客として招かれ滞在していた屋敷の天井に開けられた穴から、オリベグが射た矢によって殺された。戦闘に勝利したルーシの部隊によって、ポロヴェツ族の家畜・家財・捕虜が戦利品として奪われた。